# 貝爾伍德 (北卡羅萊納州)
貝爾伍德（英語：Belwood）是一個位於美國北卡羅萊納州克里夫蘭縣的城鎮。

## 人口
根據2020年美國人口普查的數據，貝爾伍德的面積為31.87平方千米，當中陸地面積為31.85平方千米，而水域面積為0.02平方千米。當地共有人口857人，而人口密度為每平方千米27人。